# Casa Nenciu din București
Casa Nenciu din București este o casă cu valoare istorică din Municipiul București, situată în sectorul 1, pe Calea Victoriei la nr.194 și este declarată monument istoric.

## Istoric
Numele complet al clădirii ar fi Casa Faca-Trubețkoi-Nenciu. Clădirea a fost ridicată în primele decenii ale secolului al XIX-lea, în stil neoclasic francez, și se crede că paharnicul Manolache Faca a construit casa. În 1840 ea este achiziționată de Cleopatra Trubețkoi, fiica marelui ban Constantin Ghica și a Ruxandrei Cantacuzino. Cleopatra, văduva bogatului prinț Trubețkoi, renovează și aranjează casa în stil occidental, cu mobilă și obiecte aduse de la Paris. Aici și-a deschis un salon de primire, unde protipendada literară și muzicală discuta subiectele zilei.
După moartea ei, casa a fost cumpărată de moșierul craiovean Nenciu, pentru fiica sa, Nika. Monograma prințesei Trubețkoi a fost înlocuită cu monograma noilor proprietari, litera "N", care se poate vedea și astăzi. Ulterior, casa a devenit sediul Asistentei Sociale, cămin pentru studente, apoi al unor institute ale Academiei, iar în 2018 găzduiește Autoritatea Națională pentru Persoane cu Dizabilități.